# تشارلز تومسون
تشارلز تومسون (بالإنجليزية: Charles Bellany Thomson)‏ (12 يونيو 1878 بإدنبرة في المملكة المتحدة - 6 فبراير 1936 بإدنبرة في المملكة المتحدة) هو لاعب كرة قدم بريطاني (وحمل سابقاً جنسية المملكة المتحدة لبريطانيا العظمى وأيرلندا) في مركز قلب الدفاع. شارك مع منتخب اسكتلندا لكرة القدم. أما مع النوادي، فقد لعب مع نادي سندرلاند وهارت أوف ميدلوثيان ورابطة كرة القدم الاسكتلندية الحادية عشر ‏.

## وصلات خارجية
- تشارلز تومسون على موقع الاتحاد الإسكتلندي (الإنجليزية)
- تشارلز تومسون على موقع ناشيونال فوتبول تيمز (الإنجليزية)